# Château de Saint-Aignan (Sarthe)
Pour les articles homonymes, voir château de Saint-Aignan.
Le château de Saint-Aignan est situé sur la commune de Saint-Aignan (Sarthe). Le parc et l'ensemble des annexes a fait l’objet d’une inscription au titre des monuments historiques par arrêté du 12 septembre 1988, le château et les terrains compris à l'intérieur des douves ont été classés par arrêté du 7 février 1994.

## Historique
L'actuel château a été construit à partir du XVIIe siècle. Il fait suite à une forteresse du Moyen Âge qui avait été incendiée au cours des Guerres de religion, en 1589.

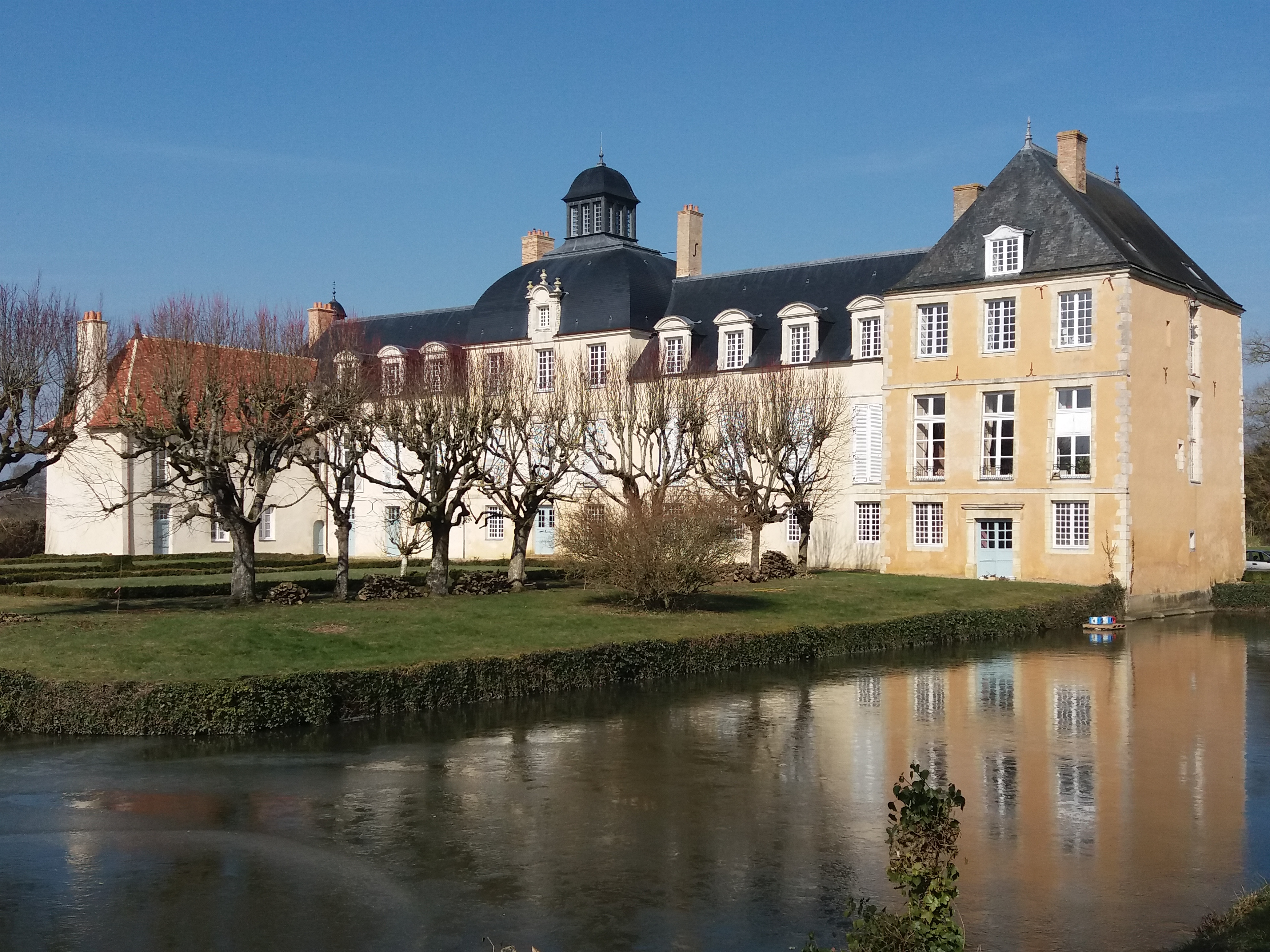
Le château vu du sud en février 2018.
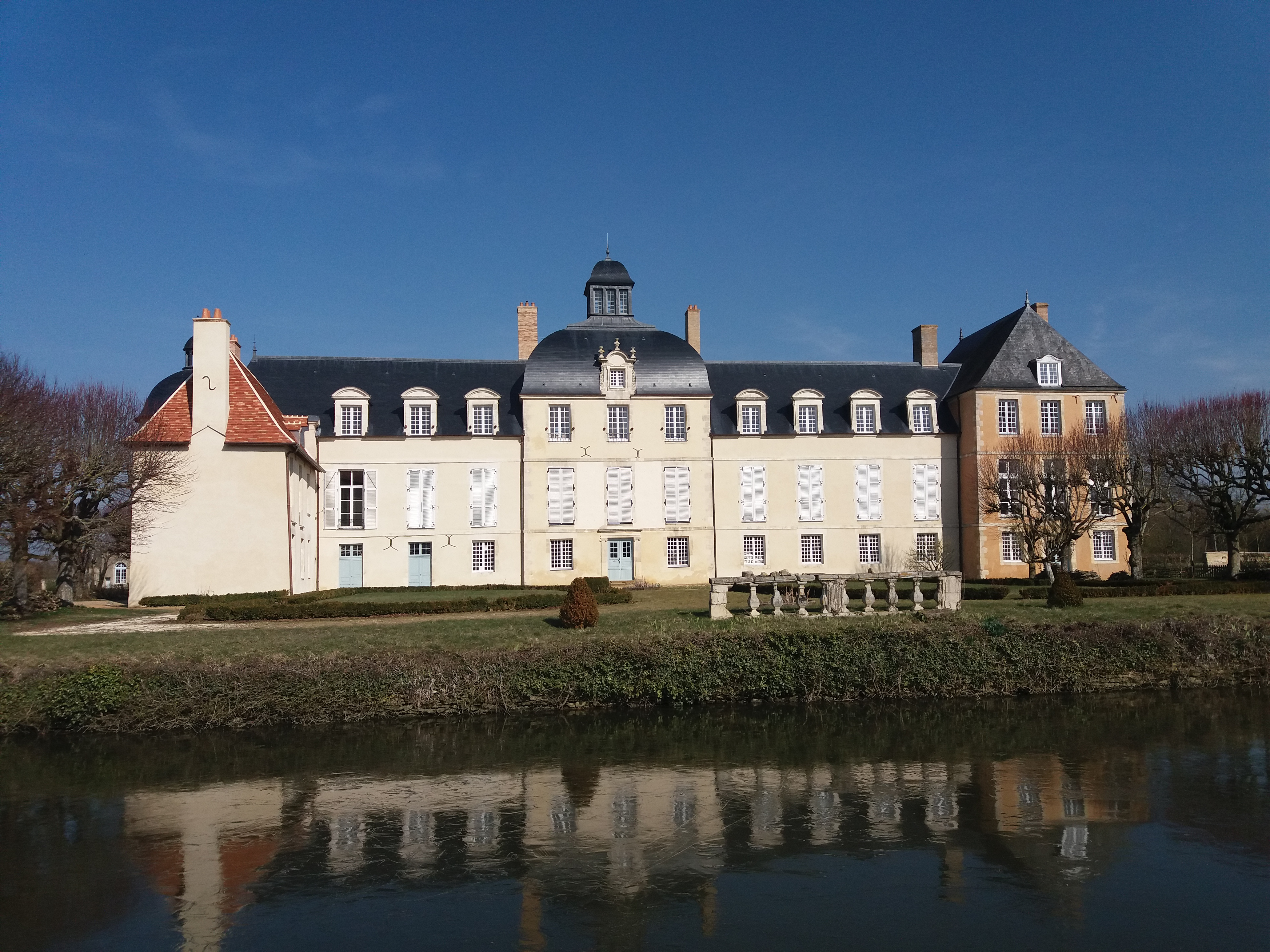
Le château vu du sud en février 2018.
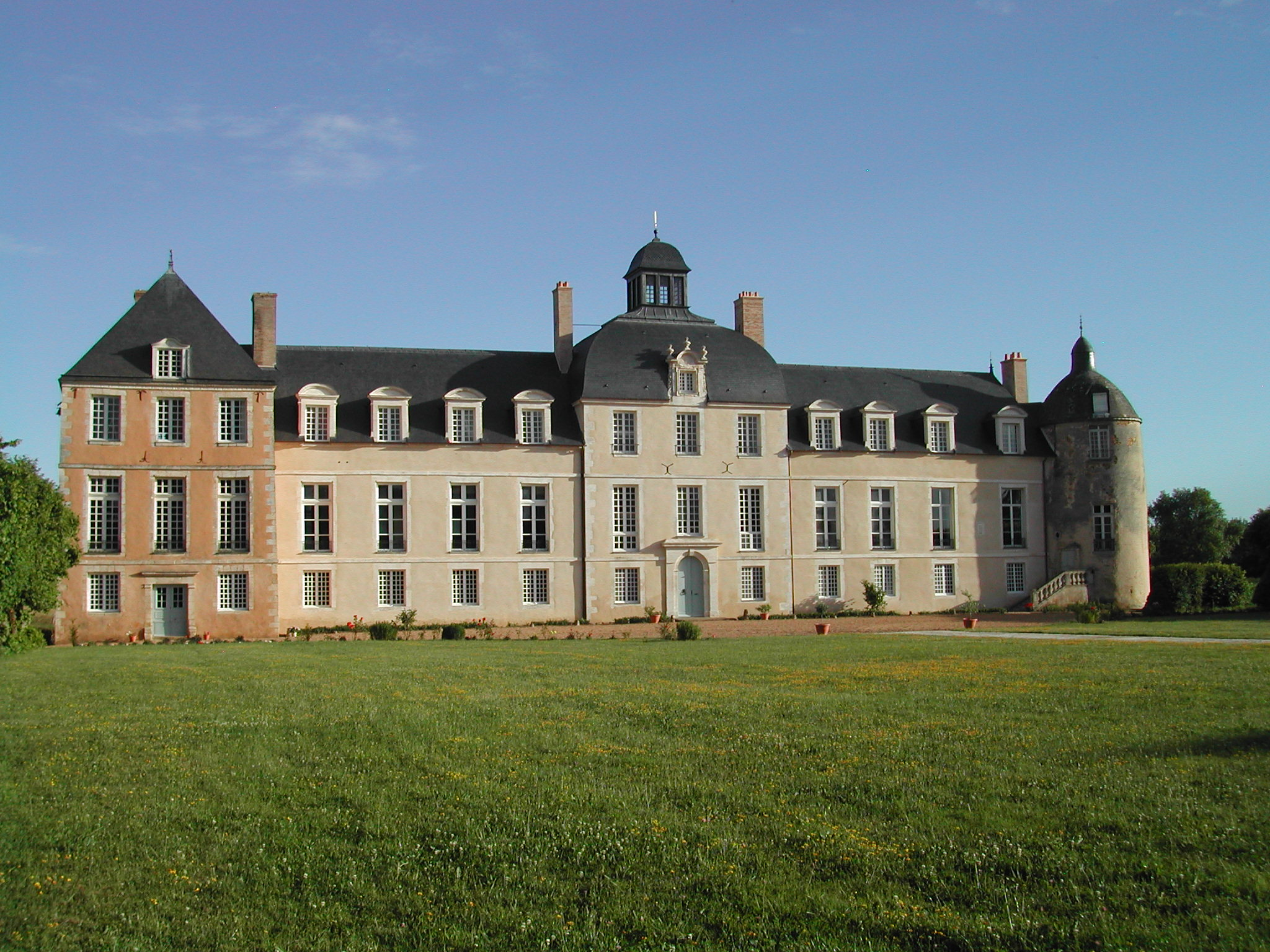
Le château vu du nord en juin 2015, avant restauration.
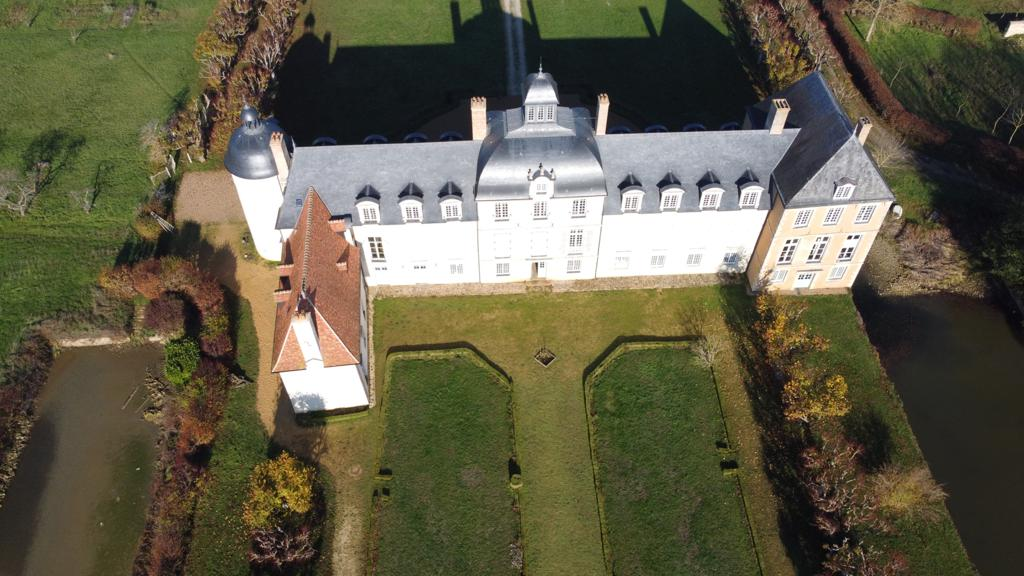
Vue aérienne de la façade sud en novembre 2020.